# جيفري ألان غراي
جيفري ألان غراي (بالإنجليزية: Jeffrey Alan Gray)‏ هو عالم نفس بريطاني، ولد في 26 مايو 1934 في لندن في المملكة المتحدة، وتوفي في 30 أبريل 2004 بسبب سرطان البروستاتا.